# So geht das jede Nacht
A So geht das jede Nacht (magyarul: Így megy ez minden éjjel) egy dal, amely Németországot képviselte az 1956-os Eurovíziós Dalfesztiválon. A dalt Freddy Quinn adta elő német nyelven.
A dal a május 1-jén tartott német nemzeti döntőn nyerte el az indulás jogát. Az 1956-os versenyen rendhagyó módon mindegyik ország két dallal vett részt. A másik német induló Walter Andreas Schwarz Im Wartesaal zum großen Glück című dala volt.
A dal a többi részt vevő dallal ellentétben egy gyors tempójú dal, amiben az énekes az érzelmeit magyarázza, hogy nem boldog a többi emberrel, akik szórakozni mennek a héten.
A dalnak megjelent egy japán nyelvű verziója is, aminek címe Kimi Wa Maiban No.
A május 24-én rendezett döntőben a fellépési sorrendben tizenegyedikként adták elő, a belga Mony Marc Le plus beau jour de ma vie című dala után és a francia Dany Dauberson Il est là című dala előtt.
Az 1956-os verseny volt az egyetlen, ahol nem tartottak nyílt szavazást, hanem a szavazatok összesítése utána a zsűri elnöke bejelentette, hogy melyik dal végzett az első helyen. Így nem lehet tudni, hogy milyen eredményt ért el a dal a szavazás során, azon kívül, hogy nem nyert.
Érdekesség, hogy a dal Bernd Begemann és Dirk Darmstaedter feldolgozásában szerepelt a 2010-es Bundesvision Song Contesten is Alsó-Szászország képviseletében, de az utolsó helyen végzett.

## Külső hivatkozások
- Dalszöveg
- YouTube videó: A So geht das jede Nacht című dal előadása a luganói döntőben